# Mésolabe

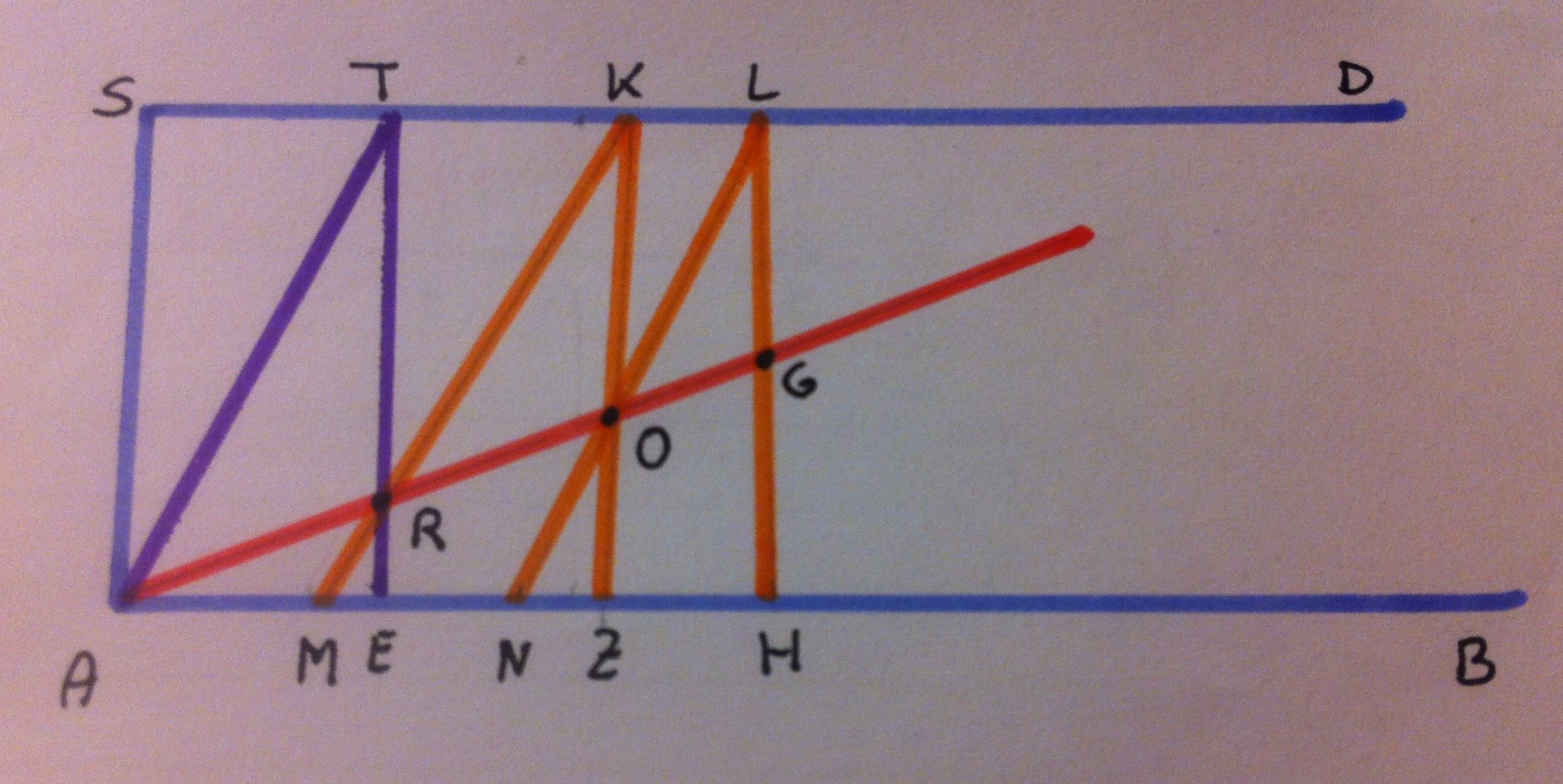
Deuxième partie de la description du fonctionnement du mésolabium d'Eratosthène.

Le mésolabe, attribué à Ératosthène par Eutocius d'Ascalon, est un instrument permettant la résolution du célèbre problème de la duplication du cube : créer, à partir d'un cube de côté c, un deuxième cube de côté C dont le volume est le double de celui du premier (C3 = 2c3). La démonstration se base sur le théorème de Thalès.